# 萬亞行國際
萬亞行國際控股有限公司（除牌當時為0234.HK），曾是香港交易所上市，前稱為正德行有限公司。1992年由玫瑰針織換取上市，主要生產及銷售工業產品、地產網站等業務，2001年前，因為發生財政問題，故此出售給黃偉盛，現時由新世紀集團取代上市。

## 連結
- 新世紀集團有限公司 由webb-site.com提供
- 萬亞行企業有限公司[永久]